# Республиканские выборы в СССР (1940)
В 1940 году в Союзе Советских Социалистических Республик прошли региональные довыборы на территории Западной Белоруссии и Украины, по итогу которых были избраны Верховные Советы союзных республик СССР, парламентские выборы в будущих советских республиках Латвии, Литвы и Эстонии, сформирующие Верховные Советы, а также выборы в ВС КарССР.

## Предыстория
После раздела Польши между Советским Союзом и Третьим Рейхом, территории Западной Украины и Белоруссии оказались под контролем СССР согласно демаркации по реке Западный Буг, по итогу чего возникла необходимость в проведении довыборов на новоприобретённых территориях.

## Ход выборов
| Страна | Дата | Выборы                                 | Итоги      | Примечания                                    |
| ------ | ---- | -------------------------------------- | ---------- | --------------------------------------------- |
| БССР   |      | Довыборы в Верховный Совет БССР (1940) | 202 из 202 | Указано количество доизбранных депутатов в ВС |
| УССР   |      | Довыборы в Верховный Совет УССР (1940) | ???        | Число доизбранных депутатов неизвестно        |

| Страна | Дата         | Выборы                                 | Итоги      | Примечания |
| ------ | ------------ | -------------------------------------- | ---------- | --- |
| КарССР |              | Выборы в Верховный Совет КарССР (1940) | 133 из 133 | Точное количество беспартийных депутатов неизвестно                                                                 |
| ЛатССР | 14 и 15 июня | Парламентские выборы в Латвии (1940)   | 100 из 100 | Де-юре — выборы парламента независимого государства. Де-факто, парламент стал Верховным Советом ЛатССР I-го созыва. |
| ЛитССР | 14 и 15 июня | Парламентские выборы в Литве (1940)    | 79 из 79   | Де-юре — выборы парламента независимого государства. Де-факто, парламент стал Верховным Советом ЛитССР I-го созыва. |
| ЭССР   | 14 и 15 июня | Парламентские выборы в Эстонии (1940)  | 80 из 80   | Де-юре — выборы парламента независимого государства. Де-факто, парламент стал Верховным Советом ЭССР I-го созыва.   |